# Gubno
Gubno – wieś w Słowenii, w gminie Kozje. W 2018 roku liczyła 164 mieszkańców.